# 엘튼 존 에이즈 재단

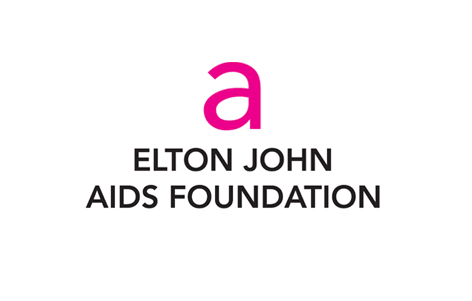

엘튼 존 에이즈 재단(영어: Elton John AIDS Foundation, 약칭 EJAF)은 1992년 엘튼 존이 설립한 비영리 단체이다.
인간면역결핍 바이러스 감염과 후천면역결핍증후군으로 인한 사망, 차별을 없애는 것을 목적으로 하며 이에 대한 예방 · 교육 · 지원 서비스 등을 시행한다.
2010년을 기준으로 세계 55개 나라로부터 2억 달러 이상의 기금을 모았다.
1993년부터 아카데미상(오스카) 시상식 기간 열리는 파티(Elton John AIDS Foundation Academy Award Party)를 주관하는 단체이기도 하다.

## 홍보 대사 · 주요 후원자[3]
- 애니 레녹스
- 데이비드 베컴
- 빅토리아 베컴
- 보리스 베커
- 엠마 톰슨
- 엘리자베스 헐리
- 와히드 알리(Waheed Alli, Baron Alli)
- 아르퍼드 버슨(Arpad Busson)
- 게리 패로(Gary Farrow)
- 시오 페넬(Theo Fennell)
- 루이즈 페넬(Louise Fennell)
- 제2대 고우리 백작 그레이 루스번(Grey Ruthven, 2nd Earl of Gowrie)
- 카롤리네 슈펠레(Caroline Scheufele)
- 루스 케네디(Ruth Kennedy)
- 알랭 레비(Alain Levy)
- 룰루
- 조 말론(Jo Malone)
- 조 마누키언(Jo Manoukian)
- 타마라 멜론(Tamara Mellon)
- 알랭도미니크 페랭(Alain-Dominique Perrin)
- 사이먼 래틀
- 린 로스먼(Lyn Rothman)
- 존 스콧(John Scott)
- 스팅
- 트루디 스타일러
- 닐 테넌트
- 도나텔라 베르사체